# Mà d'or
Mà d'or (títol original: The Big Town) és una pel·lícula estatunidenca dirigida per Ben Bolt i Harold Becker el 1987. Ha estat doblada al català

## Argument
Chicago, 1957. J.C. Cullen és un jove de poble que té un talent particular pels jocs de daus (en aquest cas, el joc Craps); arriba a la ciutat per jugar com a professional. Fa caure la banca en un club privat, el Gem Club, de George Cole, i s'enamora de la dona de Cole, al mateix temps que s'encapritxa per una jove mare soltera. Furiós, Cole contrataca, però no és l'únic actor en l'afer. Interessos ben superiors tramen fosques combinacions.

## Repartiment
- Matt Dillon: J. C. Cullen
- Diane Lane: Lorry Dane
- Tommy Lee Jones: George Cole
- Bruce Dern: M. Edwards
- Lee Grant: Ferguson Edwards
- Tom Skerritt: Phil Carpenter
- Suzy Amis: Aggie Donaldson
- David Marshall Grant: Sonny Binkley
- Don Francks: Carl Hooker
- Del Close: Deacon Daniels
- Meg Hogarth: Dorothy Cullen
- Cherry Jones: Ginger McDonald
- Mark Danton: Prager
- Sarah Polley: Christy Donaldson
- Kirsten Bishop: Adele
- Diane Gordon: Mrs. Rogers